# Sericanthe jacfelicis
Sericanthe jacfelicis är en måreväxtart som först beskrevs av Nicolas Hallé, och fick sitt nu gällande namn av Elmar Robbrecht. Sericanthe jacfelicis ingår i släktet Sericanthe och familjen måreväxter. Inga underarter finns listade i Catalogue of Life.